# Кінець операції «Резидент»
«Кінець операції „Резидент“» (рос. «Конец операции „Резидент“») — радянський двосерійний художній фільм, поставлений на Центральної кіностудії дитячих і юнацьких фільмів імені М. Горького у 1986 році режисером Веніаміном Дорманом. Останній фільм тетралогії про резидента Михайла Тульева. Зразок політичного трилера періоду ранньої перебудови. Картину прохолодно зустріли радянські кінокритики.

## Сюжет
Події попереднього фільму серії розповідають про те, як радянський агент Тульєв передав в СРСР секретний диверсійний план «Карта». Він сприяв закиданню в Радянський Союз агента Брокмана.
Метою західних спецслужб виступає академік Нестеров і його роботи радіофізичної тематики, що зачіпають питання обороноздатності СРСР. Карлу Брокману вдається легалізуватися в країні і збити спецслужби зі сліду. КДБ звертається за допомогою Тульєва з тим, щоб знайти агента. Тим часом Брокман знаходить колишнього поплічника нацистів Кутєпова, що у 1943 році брав участь в каральних операціях на радянській території. Той виходить на подругу дочки академіка Ольгу і знайомить її з іноземцем, який спокушає її дефіцитними в СРСР товарами і західним способом життя. Втім, не злякавшись шантажу, дівчина відмовляється працювати на ворога. Представники західних спецслужб не змогли скомпрометувати самого Нестерова і вони готові фізично усунути його руками Брокмана. Для запобігання такому розвитку подій Тульєва знову закидають в СРСР. Він допомагає затримати Брокмана, йому вдається також вивідати у нього відомості про шляхи переходу через кордон та шифр. Дізнавшись, ким насправді був Тульєва, його куратор Штаубе йде з розвідки. Після закінчення операції генерал Лукін пропонує Тульєву завершити агентурну діяльність і залишитися в СРСР.
Михайло Тульєв легалізується на прес-конференції і розповідає кореспондентам (звичайно, в рамках дозволеного) про план «Карта» і своєї історії.

## У ролях
- Георгій Жжонов —  Михайло Олександрович Тульєв
- Петро Вельямінов —  Петро Іванович Лукін, генерал КДБ
- Микола Прокопович —  Володимир Гаврилович Марков, полковник КДБ
- Євген Герасимов —  Андрій Михайлович Кузнецов, співробітник КДБ
- Леонід Бронєвой —  Йоганн Штаубе, шеф західнонімецької розвідки
- Ірина Азер —  Марта, секретар Штаубе
- Євген Кіндінов —  Карл Брокман
- Олександр Граве —  Михайло Михайлович Кутєпов-Воропаєв, агент НТС в СРСР
- Ірина Розанова —  Ольга Іванівна Кострова, подруга Галі Нестерової
- Юлія Жжонова —  дочка академіка Галя Нестерова
- Борис Хімічев —  Роберт Стівенсон, співробітник ЦРУ
- Леонід Ярмольник —  Чарлі Брайтон
- Хейно Мандрі —  Кінг, співробітник ЦРУ
- Микола Засухін —  академік Микола Миколайович Нестеров
- Андрій Харитонов —  П'єтро Матінеллі
- Тетяна Окуневська —  Лінда Миколаївна Стачевська, агент НТС в СРСР
- Микола Бріллінг —  Александер
- Ніна Меньшикова —  дружина академіка Віра Сергіївна Нестерова
- Раїса Рязанова —  Ніна Миколаївна Кострова
- Вадим Андреєв —  Віктор, шанувальник Ольги Кострової
- Леонардас Зельчюс —  Німейєр, професор
- Борис Іванов —  Дон
- Олексій Миронов —  Микита Степанович Гапенко, агент НТС в СРСР
- Вацлав Дворжецький —  Василь Сергійович Захаров, один з керівників НТС
- Віктор Незнанов —  Орлов
- Борис Клюєв —  Боб Стюарт

## Знімальна група
- Автори сценарію —  Олег Шмельов,  Володимир Востоков
- Постановка —  Веніаміна Дорман
- Головний оператор —  Вадим Корнільєв
- Художник-постановник —  Марк Горелик
- Композитор — Мікаел Тарівердієв